# Aripile vomerului
Aripile vomerului (Ala vomeris) sunt două lamele răsucite aflate pe ambele părți ale marginei superioare a vomerului.  În șanțul antero-posterior dintre aripile vomerului se fixează creasta sfenoidală inferioară și ciocul sfenoidului (Rostrum sphenoidale), se formează astfel un canalul - canalul vomerorostral sau canalul sfenovomerian median (Canalis vomerorostralis), situat pe linia mediană între marginea superioară a vomerului și ciocul sfenoidului și care este umplut cu țesut conjunctiv. Marginile libere ale aripelor vomerului se articulează cu cornetul sfenoidului (Concha sphenoidalis), procesele vaginale (Processus vaginalis) ale procesului pterigoid și procesul sfenoidal al osului palatin (Processus sphenoidalis ossis palatini).